# Гніздо лип № 1
Гніздо лип № 1 — вікові дерева, ботанічна пам'ятка природи місцевого значення в Україні.
Розташовані на території садиби районної ветеринарної лікарні в місті Бучачі.

## Пам'ятка
Гніздо лип оголошене об'єктом природно-заповідного фонду рішенням виконкому Тернопільської обласної ради від 26 грудня 1983 року № 496. Перебуває у віданні Бучацької районної ветеринарної лікарні.

## Характеристика
Площа — 0,04 га.
Під охороною — штучно створене гніздо з 12 лип, що в кореневій частині зрослися, віком понад 100 років. Цінне в науково-пізнавальному та естетичному значеннях.

## Світлини

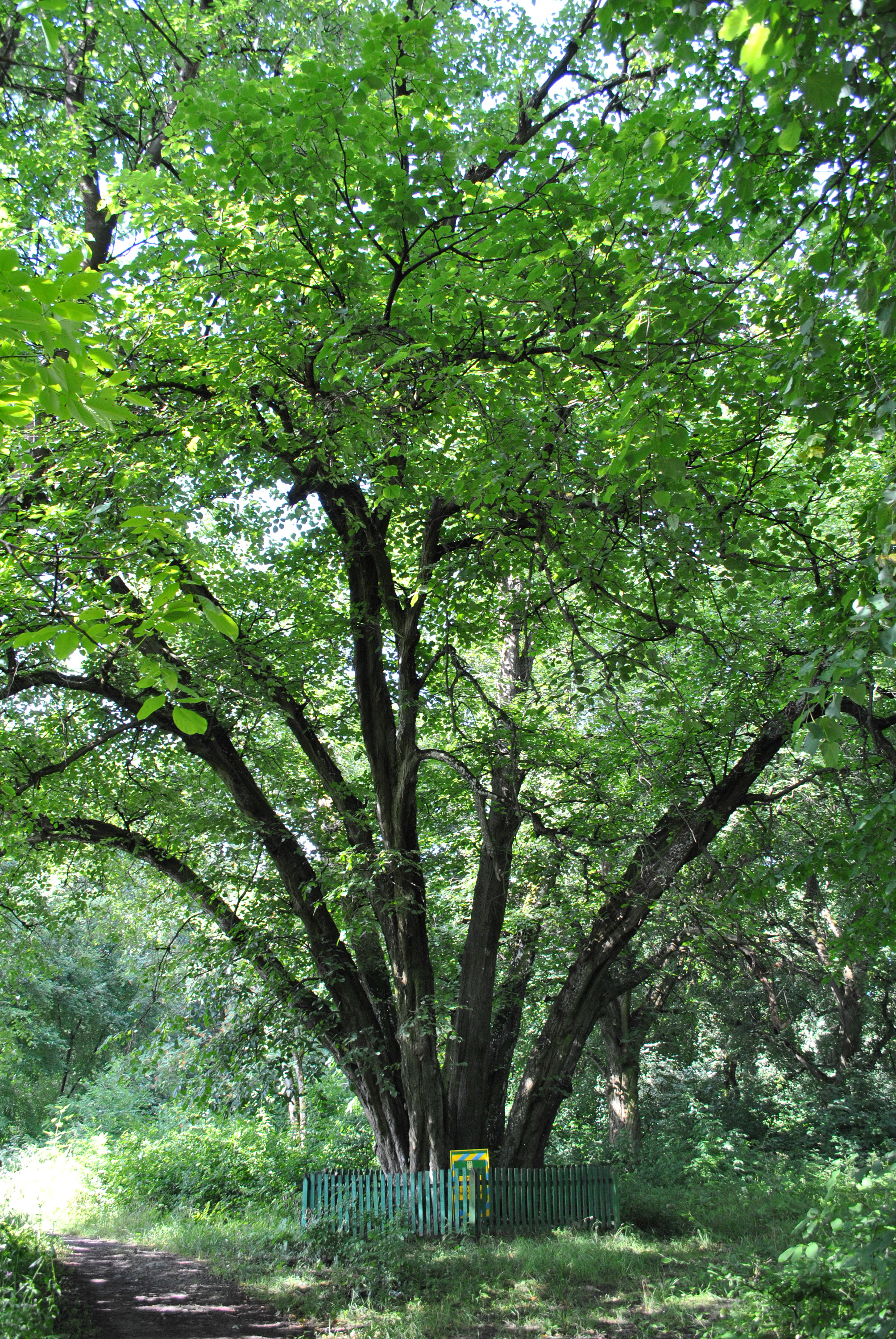
Гніздо лип
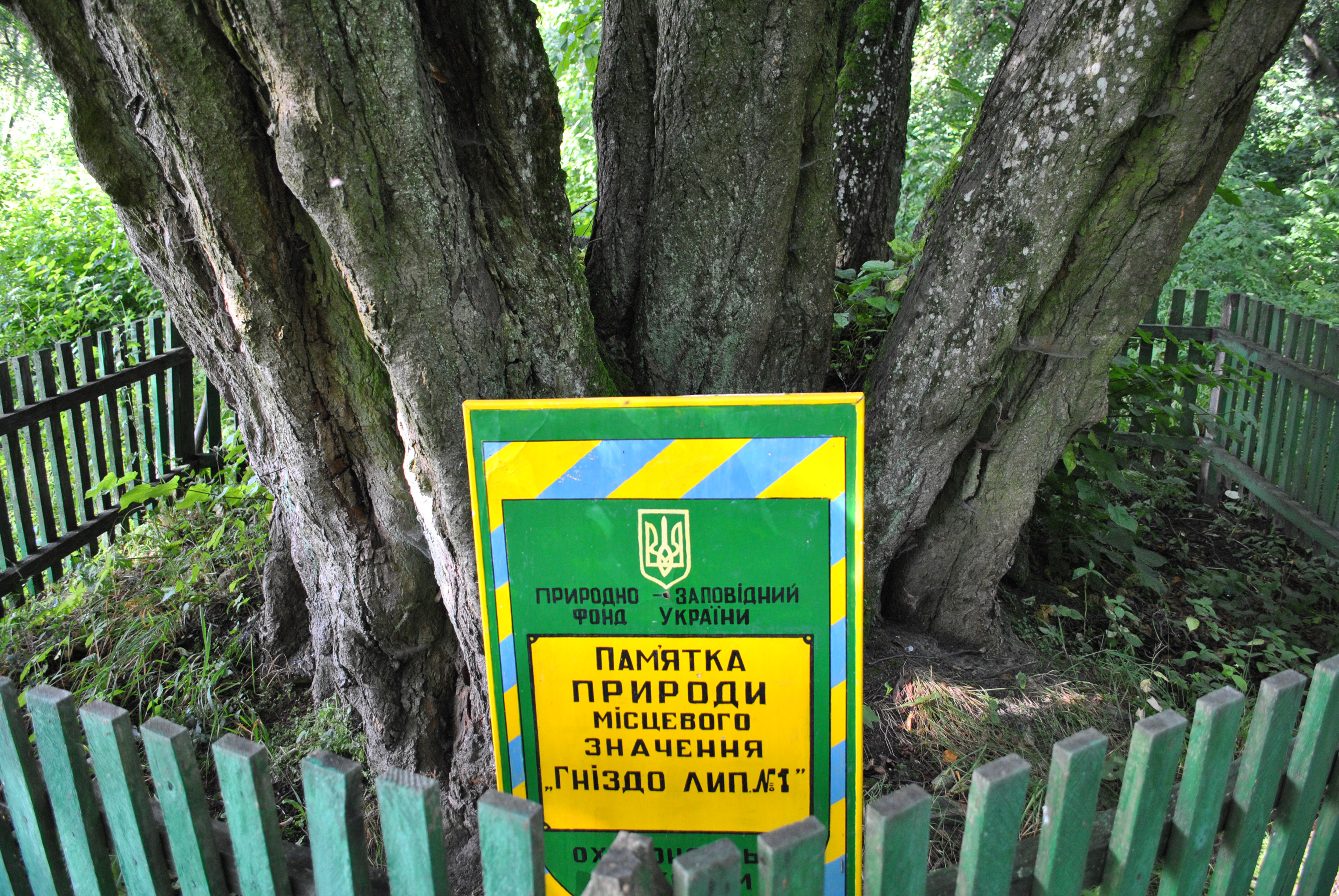
Охоронна таблиця
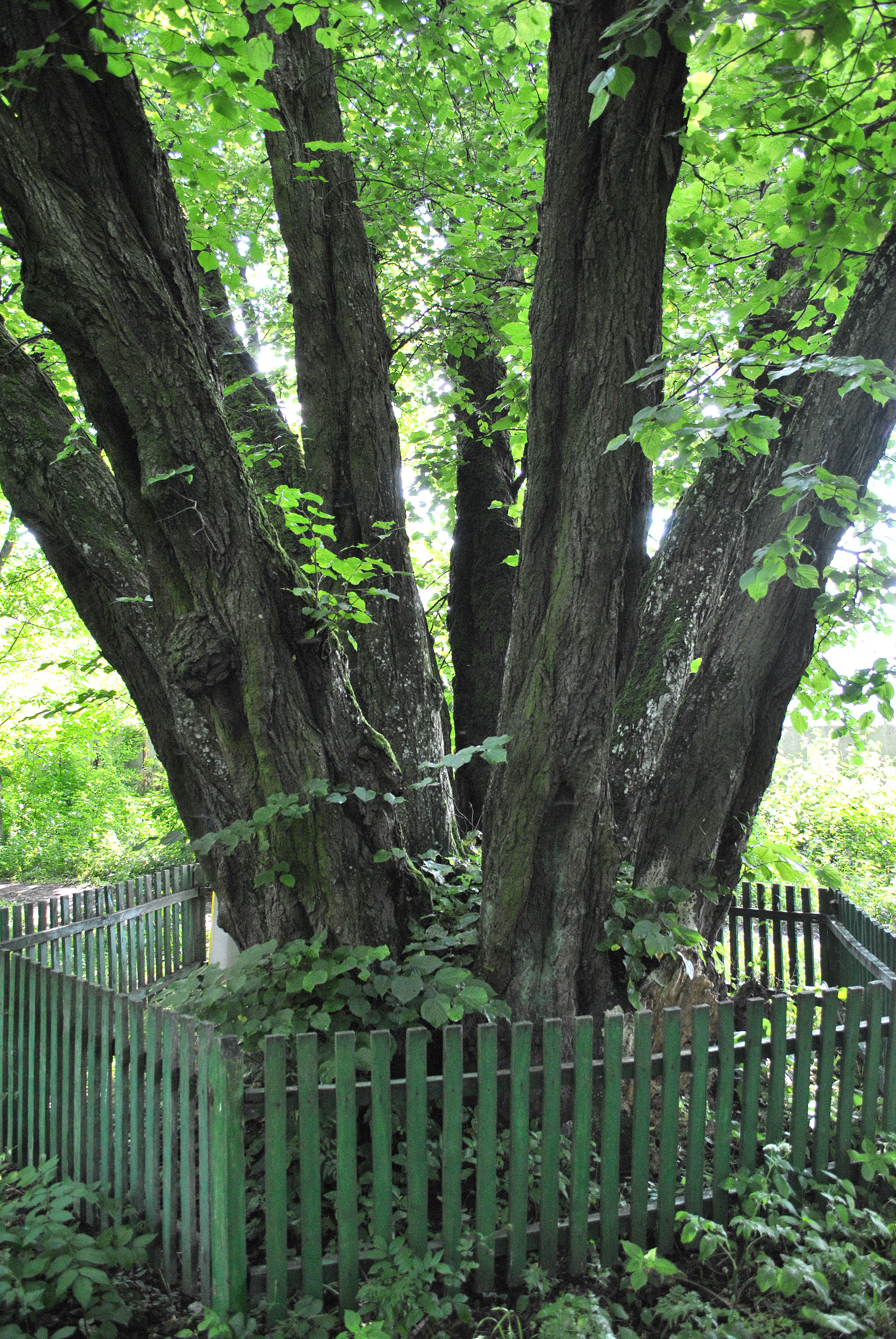
Гніздо лип
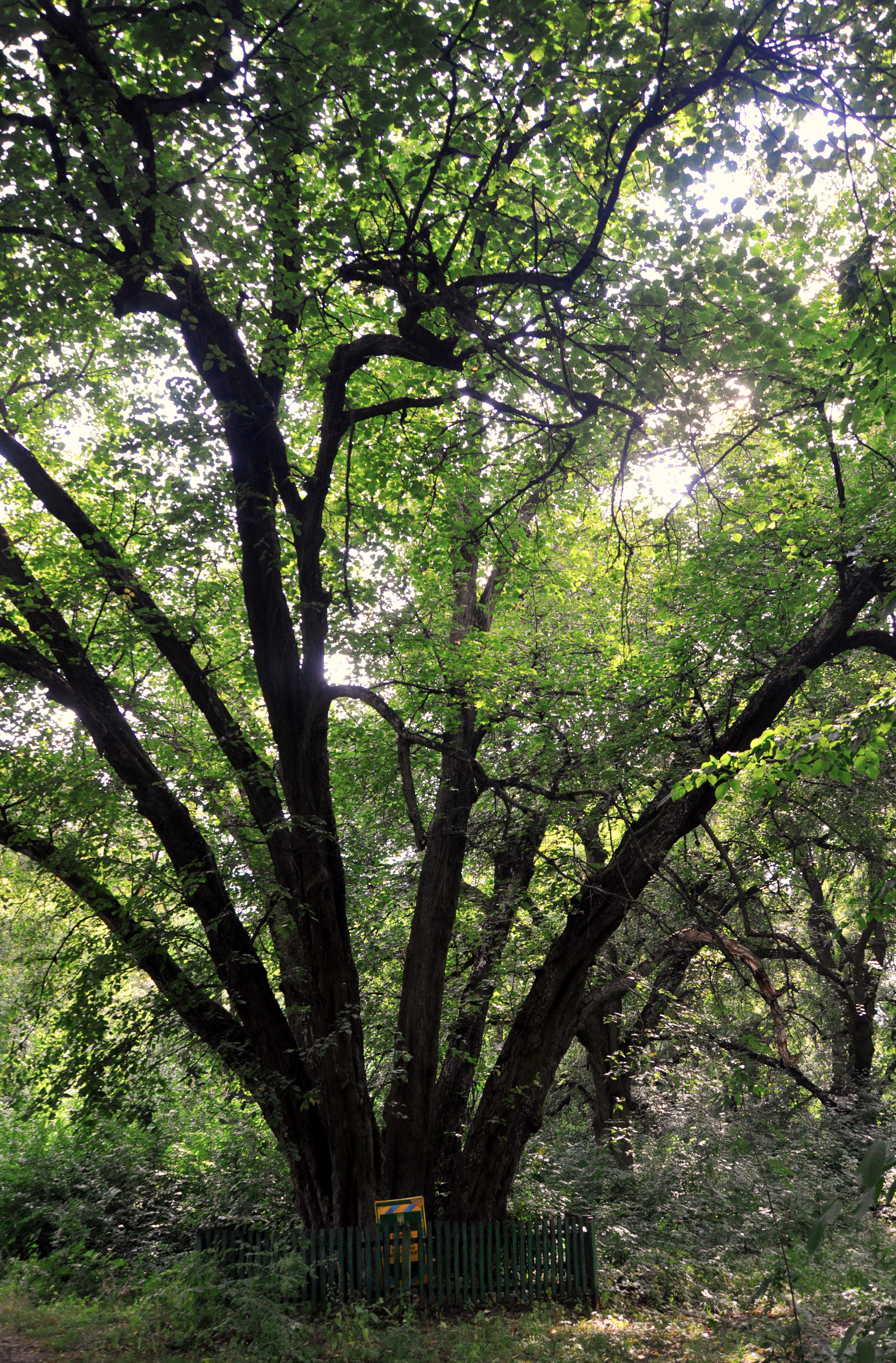
Гніздо лип